# B. R. Ambedkar
Bhimrao Ramji Ambedkar (født 14. april 1891, død 6. december 1956), også kendt som Babasaheb Ambedkar, var en indisk jurist, økonom, politiker og social reformator, der inspirerede den dalitiske buddhistiske bevægelse og kæmpede mod social diskrimination mod de urørlige (dalitter), mens også støtte til kvinders og arbejdskraftens rettigheder. Han var uafhængig Indiens første minister for ret og retfærdighed, arkitekten for Indiens forfatning og grundlægger til Republikken Indien.